# بيتر كورنيليوس (مغني)
بيتر كورنيليوس (بالألمانية: Peter Cornelius)‏ هو عازف قيثارة ومغني نمساوي، ولد في 29 يناير 1951 في فيينا في النمسا.

## وصلات خارجية
- الموقع الرسمي
- بيتر كورنيليوس على موقع IMDb (الإنجليزية)
- بيتر كورنيليوس على موقع ميوزك برينز (الإنجليزية)
- بيتر كورنيليوس على موقع ديسكوغز (الإنجليزية)
- بيتر كورنيليوس على موقع ديسكوغز (الإنجليزية)